# المخزوج (بعدان)

تعديل مصدري - تعديل

المخزوج محلة تابعة لقرية عقد، التابعة لعزلة المنار بمديرية بعدان إحدى مديريات محافظة إب في الجمهورية اليمنية، بلغ تعداد سكانها 36 حسب تعداد اليمن لعام 2004.